# Victor Koretzky
Victor Wladimir Arthur Koretzky (ur. 26 sierpnia 1994 w Béziers) – francuski kolarz górski i przełajowy, wicemistrz olimpijski, wielokrotny medalista mistrzostw świata i mistrz Europy.

## Kariera
Pierwszy sukces w karierze Victor Koretzky osiągnął w 2011 roku, kiedy reprezentacja Francji w składzie: Fabien Canal, Victor Koretzky, Julie Bresset i Maxime Marotte zdobyła złoty medal w sztafecie cross-country podczas mistrzostw świata MTB w Champéry. Na tej samej imprezie zdobył indywidualnie złoty medal w kategorii juniorów. Na rozgrywanych rok później mistrzostwach świata w Leogang w obu tych konkurencjach zajmował drugie miejsce. W sztafecie partnerowali mu tym razem Jordan Sarrou, Julie Bresset i Maxime Marotte. Ponadto na mistrzostwach Europy w Dohňanach wspólnie z kolegami z reprezentacji zdobył złoty medal w sztafecie. Startuje także w kolarstwie przełajowym, jest między innymi brązowym medalistą mistrzostw kraju w kategorii juniorów z 2012 roku.